# Ренесанс Жюив
„Ренесанс Жюив“ (на френски: La Renaissance Juive, в превод „Еврейско възраждане“) е френскоезичен еврейски вестник, излизал в Солун, Гърция през 1917 година.
Вестникът е на ционистки позиции, както показва и пояснението под заглавието му Орган Сионист (Organe Sioniste, „Ционистки орган“). По-късно вестникът започва да излиза на ладински като „Ренесанса Джудеа“.
Публикува статии и есета на историческа и политическа тематика, както и реклами. Спира да излиза в 1937 година.